# São Sebastião de Braúnas
São Sebastião de Braúnas é um distrito do município brasileiro de Belo Oriente, no interior do estado de Minas Gerais. Segundo o censo demográfico de 2022, realizado pelo Instituto Brasileiro de Geografia e Estatística (IBGE), sua população era de 4 021 habitantes e havia 1 368 domicílios particulares permanentes ocupados. Possui área de 100,19 km² conforme a Fundação João Pinheiro (FJP). Foi criado pela lei municipal nº 414 de 24 de janeiro de 1995.
De acordo com o IBGE, em 2010 a população era de 3 835 habitantes e havia 1 348 domicílios particulares.